# 艾倫鎮區 (堪薩斯州朱厄爾縣)
艾倫鎮區（英語：Allen Township）為位在美國堪薩斯州朱厄爾縣的鎮區。2010年美国人口普查中該鎮區人口有24人。

## 地理
艾倫鎮區涵蓋面積90.27平方（34.85平方英里），其中0.02平方公里或0.02%為水域。該鎮區有德賴溪（Dry Creek）以及小夏延溪（Little Cheyenne  Creek）等溪流通過。

### 鄰近鎮區
- 朱厄爾縣
  - 維克斯堡鎮區（北）
  - 普雷里鎮區（西）

- 里帕布利克縣
  - 比弗鎮區（東北）

- 克勞德縣
  - 格蘭特鎮區（東）

- 米切爾縣
  - 盧盧鎮區（南）
  - 普倫克里克鎮區（西南）

### 墓園
此鎮區包含2座墓園：路德墓園（Lutheran Cemetery）以及西霍普墓園（West Hope Cemetery）。

### 主要公路
- 28號堪薩斯州州道

## 外部連結
- U.S. Board on Geographic Names (GNIS) （页面存档备份，存于）
- United States Census Bureau cartographic boundary files （页面存档备份，存于）
- US-Counties.com
- City-Data.com （页面存档备份，存于）